# Coroner Da Vinci
Da Vinci's City Hall (en)
Coroner Da Vinci (Da Vinci's Inquest) est une série télévisée canadienne en 91 épisodes de 45 minutes, créée par Chris Haddock et diffusée entre le 7 octobre 1998 et le 23 janvier 2005 sur le réseau CBC.
Au Québec, la série est diffusée à partir du 13 janvier 2001 à Séries+, en Belgique sur RTL9 et en France sur TMC.
Une autre saison a été produite sous le titre Le Maire Da Vinci (Da Vinci's City Hall (en)), en treize épisodes diffusée d'octobre 2005 à février 2006 sur le réseau CBC.

## Synopsis
Cette série met en scène les enquêtes de Dominic Da Vinci, responsable d'une équipe de médecins légistes et de policiers, dans la ville de Vancouver.

## Distribution
- Nicholas Campbell (VQ : Hubert Gagnon) : Dominic Da Vinci
- Suleka Mathew (VQ : Valérie Gagné) : Sunita « Sunny » Raman
- Donnelly Rhodes (VQ : Yves Massicotte) : Détective. Leo Shannon
- Venus Terzo (VQ : Manon Arsenault) : Détective Angela Kosmo
- Ian Tracey (VQ : Patrice Dubois) : Détective Mick Leary
- Gwynyth Walsh (VQ : Nathalie Coupal) : Patricia Da Vinci
- Robert Wisden (VQ : Daniel Picard) : James Flynn
- Joy Coghill : Portia Da Vinci
- Max Martini (VQ : Louis-Philippe Dandenault) : Danny Leary
- Jewel Staite : Gabriella Da Vinci
- Gerard Plunkett (VQ : Jacques Lavallée) : Coroner-en-Chef Bob Kelly
- Sarah Strange (VQ : Louise Choinière) : Helen
- Alex Diakun (VQ : Jacques Brouillet) : Chick Savoy
- Peter Williams : Morris Winston
- Robert Clothier (en) : Joe Da Vinci (saison 1)
- Stephen E. Miller (VQ : Manuel Tadros) : Détective Zack McNab
- Sarah-Jane Redmond (VQ : Lisette Dufour) : Sergent Sheila Kurtz
- Colin Cunningham (VQ : François Trudel) : Brian Curtis (saison 5)
- Fred Keating (VQ : Mario Desmarais) : Conseiller Jack Pierce
- Lee Jay Bamberry (VQ : Michel M. Lapointe) : Détective Roy LaBoucane
- Leanne Adachi (VQ : Éveline Gélinas) : Claire
- Duncan Fraser (VQ : Claude Préfontaine) : Sergent Regan
- Camille Sullivan (VQ : Marjorie Smith) : Détective Suki Taylor
- Patrick Gallagher (VQ : Sylvain Massé) : Détective Joe Finn
- Brian Markinson (VQ : Yves Soutière) : Bill Jacobs, chef de la police
- Dee Jay Jackson (VQ : Jean-Marie Moncelet) : Lou
- Dean Marshall (en) (VQ : Tristan Harvey) : Constable Carter
- Hrothgar Mathews (VQ : Denis Roy) : Sergent Charlie Klotchko
- Christopher Britton (en) (VQ : René Gagnon) : Richard Norton

 Source et légende : version québécoise (VQ) sur Doublage.qc.ca

## Épisodes

### Première saison (1998-1999)
1. Petite sœur [1/3] (Little Sister [1/3])
2. Petite sœur [2/3] (Little Sister [2/3])
3. Petite sœur [3/3] (Little Sister [3/3])
4. Meurtres par compassion (The Quality of Mercy)
5. Dose mortelle (Known to the Ministry)
6. La Chute (We All Fall Down)
7. L'Étranger (The Stranger Inside)
8. Gabriel (Gabriel)
9. Danger (The Most Dangerous Time)
10. Le Pont (The Bridge)
11. Le Dernier Chapitre (Final Chapter)
12. La Chasse [1/2] (The Hunt [1/2])
13. La Capture [2/2] (The Capture [2/2])

### Deuxième saison (1999-2000)
1. Une histoire de Cendrillon [1/2] (A Cinderella Story [1/2])
2. Une histoire de Cendrillon [2/2] (A Cinderella Story [2/2])
3. Le Pendu (The Hanged Man)
4. Tommy (Tommy's on the Corner)
5. Sa femme (His Wife)
6. La Lumière (Sister's Light)
7. Une jolie maison à la campagne (A Nice Place in the Country)
8. Une triste histoire (Blues in A-Minor)
9. Le Miroir (The Looking Glass)
10. La Loterie (The Lottery)
11. Coup dur (Bang Like That)
12. Fantasme (Fantasy)
13. Réalité (Reality)

### Troisième saison (2000-2001)
1. Et ainsi va la vie (That's the Way the Story Goes)
2. Histoires de morts (Bring Back the Dead)
3. Mauvais quartier (It's a Bad Corner)
4. Accordez-moi cette danse (Do You Wanna Dance)
5. Tout feu, tout flamme (The Hottest Places in Hell)
6. Camelote d'enfer (This Shit Is Evil)
7. Les Forces de la nature (An Act of God)
8. Apparences trompeuses (All Tricked Up)
9. Mieux vaut être fauché (Better Broke Than Naked)
10. Tout au début (You See How It Begins?)
11. La Journée à l'envers (It's Backwards Day)
12. Mettre le feu aux poudres (The Sparkle Tour)
13. Je suis une anomalie et un anachronisme mais je ne suis pas seul (I'm an Anomaly and an Anachronism, but I'm Alone)

### Quatrième saison (2001-2002)
1. Ultime sursis de M. Early (Too Late For Mr. Early)
2. Bienvenue au parc Oppenheimer (Oppenheimer Park)
3. Propagation (Banging on the Wall)
4. Pommade politique (Cheap Aftershave)
5. À tombeau ouvert (Ugly Quick)
6. Oiseaux de malheur (Birds Have Been At Her)
7. J'aurais dû me faire prêtre (Shoulda Been A Priest)
8. Sens dessus-dessous (Sixes and Sevens)
9. En appel (Be A Cruel Twist)
10. Mon prétendu décès (Simple, Sad)
11. Vous ne m'avez jamais vu (Pretend You Didn't See Me)
12. Attention les enfants (Gather Up All The Little People)
13. La Fosse aux ours (In The Bear Pit)

### Cinquième saison (2002-2003)
1. Une odeur qui empeste (A Big Whiff of A Real Bad Smell)
2. Protéger ses arrières (Ass Covering Day)
3. Jusqu'au cou (A Big Enough Fan)
4. Bande de charlots (Run By The Monkeys)
5. D'abord, c'était drôle (At First It Was Funny)
6. Ça donne le vertige (Dizzy Looking Down)
7. Appelons les choses par leur nom (God Forbid We Call It What It Is)
8. En train de se dandiner (Doing The Chicken Scratch)
9. Pour le simple fait d'être indien (For Just Bein' Indian)
10. Les chiens ne mordent pas les gens (Dogs Don't Bite People)
11. Les canards lui ont donné le cafard (The Ducks Are Too Depressing)
12. Ça te prend trop la tête (You Got Monkey Chatter)
13. On a tous besoin d'une professionnelle (Everybody Needs A Working Girl)

### Sixième saison (2003-2004)
1. Merci pour la machine à toast (Thanks For The Toaster Oven)
2. On ferait mieux de s'en aller (Send In The Clowns)
3. Tomber sur un os (Bury My Own Bones)
4. Y'a toutes sortes de zones grises (Iffy Areas Around The Edges)
5. Un mauvais cigare à bon prix (Twenty Five Dollar Conversation)
6. Je suis flexible mais faut pas pousser (Can Bend But I Won't Break)
7. Tout le monde est au courant (Out Of The Bag And All Over The Street)
8. Des descendants des Anglais (The Squirrels Are Of English Decent)
9. La jungle est sombre mais remplie de diamants (Jungle's Dark But Full of Diamonds)
10. Quelque chose de plus sérieux (There's A Story Goes Along With This)
11. C'est officiel, on a un idiot ! (Okay It's Official)
12. Plus bas que terre (A Man When He's Down)
13. Sept tentacules (Seven Tentacles)

### Septième saison (2004-2005)
1. Plus aussi beau que tout à l'heure (Not So Pretty Now)
2. Nettoyer le sang sur le ring (Wash the Blood Out of the Ring)
3. Ça ressemble étrangement à une mutinerie (That Sounds Like What We Call A Mutiny)
4. M. Ellis aurait été extrêmement fier de ce nœud (Mr. Ellis Himself Woulda Been Proud)
5. C'est pour ça qu'on appelle ça une conspiration (That's Why They Call It A Conspiracy)
6. Tu m'avais promis une célébrité (You Promised Me A Celebrity)
7. D'abord la séduction, ensuite la baise (First The Seducing Then The Screwing)
8. Un bon coup de boule (The Ol' Coco Bop)
9. C'est l'heure d'aller rassembler tes canetons (Better Go Herd Your Ducks)
10. Embarquer dans un bateau qui coule (Ride A Crippled Horse)
11. Délicat comme bain de sang ! (A Delicate Bloodbath)
12. Avant qu'ils portent le coup de grâce (Before They Twist The Knife)
13. C'est un bon soir pour les feux (Must Be A Night For Fires)